# Carlo Liberati
Pour les articles homonymes, voir Liberati.
Carlo Liberati, né le 6 novembre 1937 à Matelica (Marches, Italie), est un archevêque catholique italien, prélat de Pompéi de 2003 à 2012.

## Biographie

### Formation
En 1950, il entre au séminaire diocésain de Fabriano-Matelica. Il poursuit ses études au séminaire pontifical de Fano, où il obtient un baccalauréat en théologie en juin 1962. 
Le 12 juillet 1962, il est ordonné prêtre dans la cathédrale de Matelica par Mgr Macario Tinti.
Dès lors, il est nommé curé, professeur de littérature en séminaire, membre de l'Action catholique de la jeunesse (GIAC) et rédacteur en chef de l'hebdomadaire diocésain Action. Il étudie ensuite la théologie pastorale à l'Université pontificale du Latran, où il obtient son diplôme en 1969. Enfin, il étudie le droit canonique, tout en travaillant comme greffier au tribunal de la Rote romaine, puis étudie à l'Académie pontificale ecclésiastique tout au long de l'année 1972.

### Rôle à la Curie
À partir du 1er janvier 1980, il est nommé au sein de la Congrégation pour les causes des saints. Pendant environ vingt-deux ans, il y tient les rôles de professeur, de notaire et de rédacteur en chef des feuilles d'audition concernant les décrets sur les vertus et la conclusion des procès en béatification et en canonisation. En 1990, il contribue de manière significative à la restauration de l'église San Salvatore in Lauro. 
Les 20 janvier 2001, le pape Jean-Paul II le nomme chef de la section ordinaire pour le patrimoine du Saint-Siège, succédant à Mgr Alfonso Badini Confalonieri.

### Prélature territoriale
Le 5 novembre 2003, le pape Jean Paul II le nomme prélat territorial de Pompei et délégué pontifical pour le sanctuaire Notre-Dame du Rosaire de Pompéi. Il est consacré le 10 janvier 2004, en la basilique Saint-Pierre, par le cardinal Angelo Sodano, assisté de Domenico Sorrentino (it) et Giancarlo Vecerrica. Il est installé le 24 janvier suivant.
Le 7 juillet 2007, le pape Benoît XVI l'élève à la dignité personnelle d'archevêque. 
Le 10 novembre 2012, âgé de 75 ans, il démissionne de ses fonctions, conformément au droit canonique.

### L'avenir islamique de l'Europe
En janvier 2017, lors d'un entretien donné au site catholique La Fede Quotidiana, Mgr Liberati affirme que « dans 10 ans, tout le monde sera musulman à cause de notre stupidité » : « le nombre croissant de musulmans en Europe et la laïcité dominante dans la société impliquent que l'islam va devenir la principale religion sur le continent ».